# Vojvodjanski Pokret
Vojvodjanski Pokret est un parti politique régionaliste serbe.

## Historique
Fondé en 2005, il revendique une plus grande autonomie pour la Voïvodine.